# Zdzisław Raabe

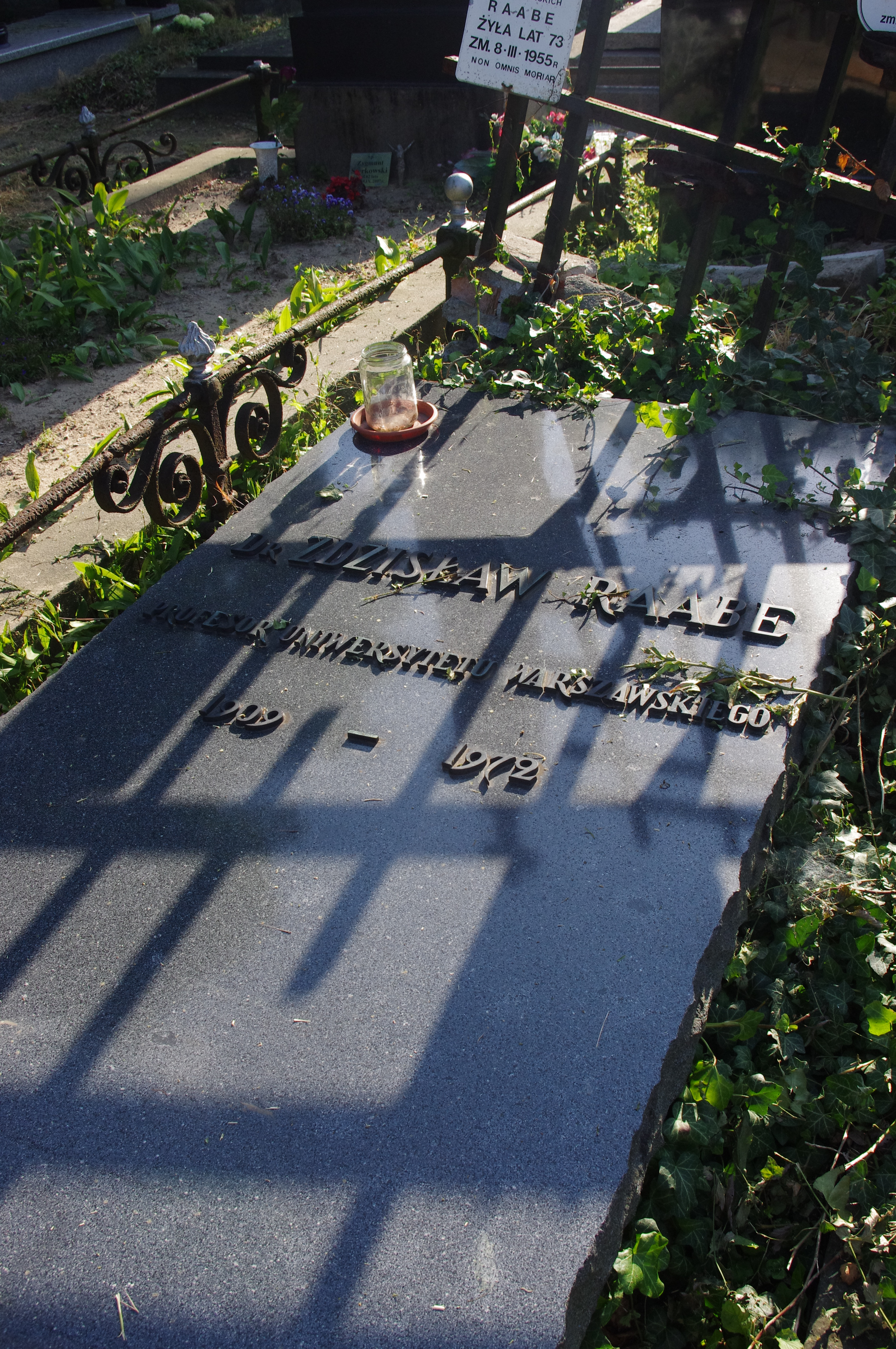
Grób zoologa Zdzisława Raabe na cmentarzu Powązkowskim

Zdzisław Raabe (ur. 19 października 1909 w Krakowie, zm. 12 lutego 1972 w Warszawie) – polski zoolog, parazytolog.

## Życiorys
Urodził się w rodzinie Henryka Wacława i Julii z Wyleżyńskich h. Trzaska (1882–1955), był starszym bratem Leszka. W 1927 ukończył Gimnazjum im. Mikołaja Reja w Warszawie. W latach 1927–1930 studiował nauki przyrodnicze na Uniwersytecie Warszawskim. Praktykował w stacjach hydrobiologicznych na Helu i Wigrach oraz w Morskiej Stacji Biologicznej w Neapolu i Instytucie Oceanograficznym w Monako. W latach 1929–1939 był pracownikiem naukowym Państwowego Muzeum Zoologicznego. W latach 1933–1935 odbył służbę wojskową w Szkole Podchorążych Rezerwy Piechoty w Zambrowie. W stopniu podporucznika 30 Pułku Strzelców Kaniowskich brał udział w kampanii wrześniowej oraz obronie Warszawy. Ranny dostał się do niewoli niemieckiej. Podczas okupacji przebywał w Oflagu VI B Dössel, gdzie działał w ruchu oporu.
W czerwcu 1945 powrócił do Warszawy, i do 1946 pracował jako kustosz Muzeum Zoologicznego. W 1945 doktoryzował się na Uniwersytecie Marii Skłodowskiej-Curie w Lublinie na podstawie rozprawy Z badań nad rodziną Hysterpoinetidae Desing (Ciliata – Holotricha). Od stycznia 1946 pracował na UMCS, początkowo jako organizator Muzeum Przyrodniczego tej uczelni, a po habilitacji w 1947 (rozprawa Drogi przystosowań morfologicznych do życia pasożytniczego wśród wymoczków) jako kierownik Katedry Zoologii i Parazytologii przy wydziale weterynarii (profesor nadzwyczajny od  1948). W tym czasie przebywał w różnych instytutach specjalistycznych w Moskwie i Leningradzie(1946), Splicie (1947) i Tihany (1949). Od 1953 sprawował funkcję dyrektora Instytutu Zoologii Uniwersytetu Warszawskiego, od 1956 jako profesor zwyczajny.
Był również członkiem Polskiej Akademii Nauk (1965 członek korespondent, 1971 członek rzeczywisty) i Towarzystwa Naukowego Warszawskiego (1951) oraz założycielem i redaktorem czasopisma międzynarodowego „Acta Protozoologica” (1963–1972). Pisał artykuły także do „Annales Universitatis Mariae Curie-Skłodowska” (1949–1954) oraz „Acta Parasitologica Polonica” (1953–1968). Opracował podręcznik akademicki Zarys protozoologii (1964) i liczne prace popularnonaukowe.
Uważany za jednego z głównych polskich zwolenników pseudonaukowej teorii Trofima Łysenki, który odrzucał teorie genetyki (patrz Zoologia dla wyższych szkół rolniczych 1957). W pracy naukowej zajmował się protozoologią, morfologią porównawczą orzęsków i protoparazytologią.
W 1936 ożenił się z Janiną Lange (zm. 2001). Mieli syna Zbigniewa.
Zmarł w Warszawie, pochowany na cmentarzu Powązkowskim (kwatera 93-1-5).

## Wybrane publikacje naukowe
- Badania nad niektórymi gatunkami Conchophthirus stein (1932)
- Sur quelques especes novelles d'infusoires parasites de Comatules (1938)
- Z badań nad rodziną Hysterocinetidae Diesing (Ciliata-Holotricha) (1939)
- Drogi przystosowań morfologicznych do życia pasożytniczego wśród wymoczków (1947)
- Próba rewizji systemu pierwotniaków (1947)
- Badania nad wymoczkami z podrzędu Thigmotricha (Thigmotricha Ch. i Lw.) (1947–1950)
- Uwagi o Urceolaridae (Cilita-Peritricha) skrzeli ryb (1950)
- Zoologia dla wyższych szkół rolniczych (1957)
- Zarys protozoologii (1964)
- Ordo Thigmotricha-Holotricha (Ciliata) (1967–1972)

## Ordery i odznaczenia
- Krzyż Oficerski Orderu Odrodzenia Polski
- Krzyż Kawalerski Orderu Odrodzenia Polski (28 września 1954)[5]
- Krzyż Srebrny Orderu Virtuti Militari
- Krzyż Walecznych
- Medal 10-lecia Polski Ludowej (19 stycznia 1955)[6]

## Nagrody
- Państwowa Nagroda Naukowa III stopnia w dziedzinie nauk matematyczno-przyrodniczych za prace z zakresu systematyki i biologii pierwotniaków pasożytniczych (1950)[7]
- Nagroda Ministra Szkolnictwa Wyższego I stopnia (1963, 1965)[2]